# Jeanne Fontbonne
Jeanne Fontbonne, in religione madre San Giovanni (Bas-en-Basset, 31 marzo 1759 – Lione, 22 novembre 1843), è stata una religiosa francese, restauratrice delle Suore di San Giuseppe in Francia.

## Biografia
Ricevette la sua istruzione presso le suore di San Giuseppe a Bas-en-Basset e poi a Le Puy-en-Velay.
Abbracciò la vita religiosa tra le suore di San Giuseppe a Monistrol: fu rivestita dell'abito religioso il 17 dicembre 1778 e il 14 ottobre 1779 pronunciò i voti. Fu eletta superiora nel 1785.
Durante la rivoluzione francese, tra il 1793 e il 1794, subì il carcere a Montfranc (Saint-Didier-en-Velay) e rischiò la ghigliottina. Liberata dopo la caduta di Robespierre, tornò in famiglia a Monistrol.
Claude Cholleton, vicario generale di Lione, la chiamò a Saint-Étienne per riorganizzare una comunità di "suore nere" o "della buona morte" e per infonderle lo spirito delle suore di San Giuseppe di Jean-Pierre Médaille. Le suore presero l'abito a Saint-Étienne il 14 luglio 1808 restaurando l'opera di padre Médaille dissolta dalla rivoluzione e nel 1816 madre Fontbonne si trasferì a Lione, dove aprì il noviziato e trasferì la sede centrale della giovane congregazione.
Nel 1812 inviò tre suore di San Giuseppe a Chambéry, dove le religiose diedero origine a una congregazione autonoma, e nel 1836 inviò sette suore in diocesi di Saint Louis, dove sorse la congregazione di Carondelet.
Lasciò la guida della congregazione nel 1838 e si ritirò nella casa-madre di Lione, dove morì nel 1843.